# Sozialversicherungsträger
Sozialversicherungsträger sind Sozialleistungsträger, die die Leistungen der Sozialversicherung erbringen.

## Einzelne Sozialversicherungsträger
Zur Sozialversicherung gehören gemäß § 1 Abs. 1 SGB IV die gesetzliche Krankenversicherung (SGB V), die soziale Pflegeversicherung (SGB XI), die gesetzliche Unfallversicherung (SGB VII), die Rentenversicherung (SGB VI) und die Arbeitslosenversicherung (SGB III). Die Abgrenzung ihrer Zuständigkeit ergibt sich aus den besonderen Teilen des Sozialgesetzbuchs (§ 12 Satz 2 SGB I).

### Gesetzliche Krankenversicherung
Zuständig sind die Orts-, Betriebs- und Innungskrankenkassen, die Sozialversicherung für Landwirtschaft, Forsten und Gartenbau als landwirtschaftliche Krankenkasse, die Deutsche Rentenversicherung Knappschaft-Bahn-See und die Ersatzkassen (§ 21 Abs. 2 SGB I).

### Soziale Pflegeversicherung
Zuständig sind die bei den Krankenkassen errichteten Pflegekassen (§ 21a Abs. 2 SGB I).

### Gesetzliche Unfallversicherung
Zuständig sind die gewerblichen Berufsgenossenschaften, die Sozialversicherung für Landwirtschaft, Forsten und Gartenbau als landwirtschaftliche Berufsgenossenschaft, die Gemeindeunfallversicherungsverbände, die Feuerwehr-Unfallkassen, die Unfallkassen der Länder und Gemeinden, die gemeinsamen Unfallkassen für den Landes- und kommunalen Bereich und die Unfallversicherung Bund und Bahn (§ 22 Abs. 2 SGB I).

### Gesetzliche Rentenversicherung einschließlich der Alterssicherung der Landwirte
Zuständig sind gem. § 23 Abs. 2 SGB I
1. in der allgemeinen Rentenversicherung die Regionalträger, die Deutsche Rentenversicherung Bund und die Deutsche Rentenversicherung Knappschaft-Bahn-See,
2. in der knappschaftlichen Rentenversicherung die Deutsche Rentenversicherung Knappschaft-Bahn-See,
3. in der Alterssicherung der Landwirte die Sozialversicherung für Landwirtschaft, Forsten und Gartenbau als landwirtschaftliche Alterskasse.

### Arbeitslosenversicherung (Recht der Arbeitsförderung)
Zuständig sind die Agenturen für Arbeit und die sonstigen Dienststellen der Bundesagentur für Arbeit (§ 19 Abs. 2 SGB I).

## Organisation in Deutschland

### Gemeinsame Vorschriften
Die gemeinsamen Vorschriften über die Verfassung der Sozialversicherungsträger sind in den §§ 29 bis 90a Viertes Buch Sozialgesetzbuch (SGB IV) enthalten.
Danach sind die Sozialleistungsträger rechtsfähige Körperschaften des öffentlichen Rechts mit Selbstverwaltung. Das bedeutet, dass sie die ihnen vor allem im Sozialgesetzbuch gesetzlich zugewiesenen Aufgaben unter staatlicher Aufsicht organisatorisch und finanziell selbstständig durchführen. Sie sind rechtlich selbständige Verwaltungseinheiten der mittelbaren Staatsverwaltung.
Die Selbstverwaltung wird durch die Versicherten und die Arbeitgeber ausgeübt. Die Zusammensetzung der Selbstverwaltungsorgane ist in § 44 SGB IV geregelt. Selbstverwaltungsorgane sind die Vertreterversammlung und der Vorstand. Die Mitglieder der Vertreterversammlung gehen aus den Sozialwahlen hervor (§ 46 SGB IV). Die Geschäftsführer gehören dem Vorstand mit beratender Stimme an (§ 31, § 36 SGB IV). Die Vertreterversammlung beschließt vor allem die Satzung (§ 33 Abs. 1 SGB IV), der Vorstand verwaltet den Versicherungsträger und vertritt ihn gerichtlich und außergerichtlich (§ 35 Abs. 1 SGB IV). Die Satzung einer Krankenkasse hat rechtsgestaltende Wirkung, sie regelt z. B. für den Versicherten dessen Ansprüche, soweit sie nicht durch Gesetz bestimmt sind (§ 11 Abs. 6 SGB V).
Die Versicherungsträger müssen für jedes Kalenderjahr (Haushaltsjahr) einen Haushaltsplan aufstellen (§ 67 SGB IV). Die Mittel des Versicherungsträgers sind so anzulegen und zu verwalten, dass ein Verlust ausgeschlossen erscheint, ein angemessener Ertrag erzielt wird und eine ausreichende Liquidität gewährleistet ist (§ 80 SGB IV).
Die Versicherungsträger unterliegen der Rechtsaufsicht durch die Aufsichtsbehörden (§ 87 ff. SGB IV). Die Aufsicht über die Versicherungsträger, deren Zuständigkeitsbereich sich über das Gebiet eines Landes hinaus erstreckt (bundesunmittelbare Versicherungsträger), führt das Bundesamt für Soziale Sicherung (BAS), die Aufsicht über die Versicherungsträger, deren Zuständigkeitsbereich sich nicht über das Gebiet eines Landes hinaus erstreckt (landesunmittelbare Versicherungsträger) führen Landesbehörden (§ 90 SGB IV). Die Aufsicht ist nach der Rechtsprechung des Bundessozialgerichts grundsätzlich „maßvoll“ auszuüben, was in dem eingeschränkten und gestuften Aufsichtsverfahren der § 88, § 89 SGB IV zum Ausdruck komme.
Die Träger der Sozialversicherung können insbesondere zur gegenseitigen Unterrichtung, Abstimmung, Koordinierung und Förderung der engen Zusammenarbeit Arbeitsgemeinschaften bilden, die in entsprechender Anwendung der gemeinsamen Vorschriften für die Sozialversicherung der staatlichen Aufsicht unterliegen (§ 94 Abs. 1a, Abs. 2 SGB X). Beispiele sind die Arbeitsgemeinschaft für Krebsbekämpfung der Träger der gesetzlichen Kranken- und Rentenversicherung im Lande Nordrhein-Westfalen oder die BITMARCK-Unternehmensgruppe.

### Besondere Vorschriften für einzelne Sozialversicherungsträger

#### Gesetzliche Krankenversicherung
Die Organisation der Krankenkassen ist im Sechsten Abschnitt des SGB V geregelt (§§ 143 ff. SGB V). Sie sind auf Bundesebene im Spitzenverband Bund der Krankenkassen zusammengeschlossen (§ 217a SGB V).
Bei den Orts-, Betriebs- und Innungskrankenkassen sowie den Ersatzkassen besteht keine Vertreterversammlung, sondern ein Verwaltungsrat als Selbstverwaltungsorgan, der wiederum den hauptamtlich tätigen Vorstand wählt (§ 31 Abs. 3a, § 35a Abs. 3, 5 SGB IV). Einen Geschäftsführer gibt es bei den Krankenkassen nicht (§ 31 Abs. 3a Satz 2 SGB IV). Bei den Ersatzkassen besteht der Verwaltungsrat gemäß § 44 Abs. 1 Nr. 3 SGB IV nur aus Vertretern der Versicherten.
Die Aufgaben des Verwaltungsrates wurden durch das Gesundheitsstrukturgesetz mit Wirkung zum 1. Januar 1996 in § 33 SGB IV, § 197 SGB V spezifiziert. Durch Spezialisierung seiner Mitglieder auf bestimmte Fachgebiete und die Bildung von Fachausschüssen soll er verstärkte Aufsichts- und Kontrollfunktionen gegenüber dem Vorstand wahrnehmen (§ 197 Abs. 1 Nr. 1a, Abs. 2, 3 SGB V, § 35a Abs. 2 SGB IV). Nach § 35a Abs. 7 SGB IV stellen die Unfähigkeit zur ordnungsgemäßen Geschäftsführung oder ein Vertrauensentzug durch den Verwaltungsrat Gründe für eine Amtsenthebung oder Amtsentbindung eines Vorstandsmitglieds dar.
Seit dem GKV-Versorgungsstrukturgesetz vom 22. Dezember 2011 kann auch die Aufsichtsbehörde ein Vorstandsmitglied seines Amtes entheben, wenn es in grober Weise gegen seine Amtspflichten verstößt und ein Beschluss des Verwaltungsrates nicht innerhalb einer angemessenen Frist zustande kommt (§ 35a Abs. 7 Satz 3 SGB IV).
Der Gesetzgeber hielt die Regelungen zur internen und externen Kontrolle der Selbstverwaltungskörperschaften in der gesetzlichen Krankenversicherung auf Bundesebene weiterhin für reformbedürftig. Der Grundsatz der maßvollen Ausübung der Rechtsaufsicht reiche im Bereich der Spitzenverbände der gesetzlichen Krankenversicherung in der Praxis häufig nicht aus, „um der Aufsichtsbehörde bei Rechtsverstößen ein zielgerichtetes und schnelles Einschreiten zu ermöglichen, damit weiteren Fehlentwicklungen bestimmt entgegengetreten werden kann.“ Mit dem GKV-Selbstverwaltungsstärkungsgesetz wurden deshalb zum 1. März 2016 die Kontroll- und Überwachungsrechte weiterentwickelt und präzisiert, etwa in § 217g SGB V mit der Möglichkeit zur aufsichtsrechtlichen Durchsetzung von Satzungsänderungen oder der Aufhebung von rechtswidrigen Beschlüssen der Selbstverwaltungsorgane. Zudem wurde in § 217h SGB V ein zusätzliches aufsichtsrechtliches Instrumentarium zur Wiederherstellung eines rechtmäßigen Zustands (entsandte Person für besondere Angelegenheiten) geschaffen. Das Gesetz wurde von Seiten der Vertragsärzte scharf kritisiert. Die Grundkonzeption einer „Kontroll- und Bevormundungsobrigkeit“ bleibe bestehen – unabhängig davon, dass der Hinwendung zu einer formalen Fachaufsicht eine Absage erteilt worden sei.

#### Soziale Pflegeversicherung
Die Organisation der Pflegekassen ist im Fünften Kapitel des SGB XI geregelt (§§ 46 ff. SGB XI). Wegen ihrer organisatorischen Anbindung an die Krankenkassen verfügen die Pflegekassen weder über eigenständige Gremien noch über eigenes Verwaltungspersonal. Die jeweiligen Aufgaben und Kompetenzen werden von den Gremien und dem Verwaltungspersonal der Krankenkasse wahrgenommen, bei der sie eingerichtet sind (§ 46 Abs. 2 SGB XI).

#### Gesetzliche Unfallversicherung
Die Organisation der Unfallversicherungsträger ist im Fünften Kapitel des SGB VII geregelt (§§ 114 ff. SGB VII).

#### Gesetzliche Rentenversicherung einschließlich der Alterssicherung der Landwirte
Die Organisation der Rentenversicherungsträger ist im Dritten Kapitel des SGB VI geregelt (§§ 125 ff. SGB VI).

#### Arbeitslosenversicherung (Recht der Arbeitsförderung)
Die Organisation der Bundesagentur für Arbeit ist im Elften Kapitel des SGB III geregelt (§§ 367 ff. SGB III). Sie ist eine rechtsfähige bundesunmittelbare Körperschaft des öffentlichen Rechts mit Selbstverwaltung (§ 367 Abs. 1 SGB III, Art. 87 Abs. 2 GG).
Selbstverwaltungsorgane der Bundesagentur sind der Verwaltungsrat und die Verwaltungsausschüsse bei den Agenturen für Arbeit (§ 371 Abs. 1, § 373, § 374 SGB III). Sie setzen sich zu gleichen Teilen aus ehrenamtlichen Mitgliedern zusammen, die Arbeitnehmer, Arbeitgeber und öffentliche Körperschaften vertreten (§ 371 Abs. 5 SGB III). Die Arbeitnehmervertreter sind sämtlich Gewerkschaftsmitglieder, die Arbeitgebervertreter überwiegend in Arbeitgeberverbänden organisiert. Die Vertreter öffentlicher Körperschaften gehören verschiedenen Bundes- und Landesministerien sowie den kommunalen Spitzenverbänden an.
Die Mitglieder werden nicht gewählt, sondern für die Dauer von sechs Jahren berufen (§ 377, § 375 SGB III). Die Berufung erfolgt bei den 21 Mitgliedern des Verwaltungsrats durch das Bundesministerium für Arbeit und Soziales und bei Mitgliedern der Verwaltungsausschüsse durch den Verwaltungsrat (§ 377 Abs. 2, § 373 Abs. 6 Satz 1 SGB III). Vorschlagsberechtigt sind die Tarifvertragsparteien und für die Mitglieder der Gruppe der öffentlichen Körperschaften die Bundesregierung, der Bundesrat und die Spitzenvereinigungen der kommunalen Selbstverwaltungskörperschaften (§ 379 SGB III). Berufungsfähig ist nur, wer die Voraussetzungen des § 378 SGB III erfüllt.
Der Verwaltungsrat beschließt die Satzung und erlässt Anordnungen nach dem SGB III (§ 373 Abs. 5 SGB III). Ein Beispiel ist die Erreichbarkeitsanordnung. Dabei liefert das Institut für Arbeitsmarkt- und Berufsforschung (IAB) grundlegende Informationen für die Entscheidungsfindung, insbesondere zur Wirkungen der Arbeitsförderung (§§ 280 ff., § 282 SGB III). Außerdem überwacht der Verwaltungsrat den Vorstand und die Verwaltung (§ 373 Abs. 1 SGB III).
Der Vorstand besteht aus mindestens drei Personen. Er leitet die Bundesagentur und führt deren Geschäfte. Er vertritt die Bundesagentur gerichtlich und außergerichtlich (§ 381 Abs. 1 Satz 1, Abs. 2 SGB III). Die oder der Vorsitzende und die übrigen Mitglieder des Vorstands werden auf Vorschlag des Verwaltungsrats von der Bundesregierung benannt (§ 382 Abs. 1 Satz 1 SGB III) und sodann vom Bundespräsidenten auf die Dauer von fünf Jahren ernannt (§ 382 Abs. 2 Satz 1 SGB III). Sie stehen in einem öffentlich-rechtlichen Amtsverhältnis. Die Vorstandsmitglieder sind seit November 2020 ausschließlich Frauen.
Die Agenturen für Arbeit und die Regionaldirektionen werden von einer Geschäftsführung geleitet (§ 383, § 384 SGB III).

## Österreich
Mit dem Sozialversicherungs-Organisationsgesetz (SV-OG) wurden zum 1. Jänner 2020 die Sozialversicherungsträger auf nur mehr fünf zusammengelegt und im Dachverband der Sozialversicherungsträger organisiert.
Träger sind seitdem die Allgemeine Unfallversicherungsanstalt (AUVA), die Sozialversicherungsanstalt der Selbständigen (SVS), die Versicherungsanstalt öffentlich Bediensteter, Eisenbahnen und Bergbau (BVAEB), die Österreichische Gesundheitskasse (ÖGK) und die Pensionsversicherungsanstalt (PVA).